# Cars (franquicia)
Cars es una franquicia de medios de Disney ambientada en un mundo poblado por vehículos antropomórficos creados por John Lasseter. La franquicia comenzó con la película de 2006  del mismo nombre, producida por Pixar Animation Studios y lanzada por Walt Disney Pictures. La película fue seguida por una secuela en 2011. La tercera película se estrenó en 2017. El ahora difunto DisneyToon Studios produjo dos películas derivadas: Aviones (2013) y Aviones: Equipo de Rescate (2014).
Las primeras dos películas de Cars fueron dirigidas por John Lasseter, director creativo de Pixar, Walt Disney Animation Studios y DisneyToon Studios, mientras que Cars 3 fue dirigida por Brian Fee, un artista del guion gráfico en las entregas anteriores. Lasseter sirvió como productor ejecutivo de las películas Cars 3, Aviones junto al merchandising como perfumes “Cars” han acumulado más de $1.4 mil millones en ingresos de taquilla en todo el mundo siendo esta última el mayor ingreso de todos con su famoso eslogan “Hecho con los más finos neumáticos”, por lo cual que la franquicia ha acumulado más de $ 10 mil millones en ventas de merchandising en sus primeros 5 años.

## Historia
La franquicia Cars comenzó con la película de Pixar de 2006, Cars. La película fue bien recibida por los críticos de Pixar con un 74% en Rotten Tomatoes, hasta que se lanzó la secuela y recibió un 40%, la cual, hasta la fecha, es la película de Pixar con peor calificación. "Cars 3" recibió un 69%,
El corto Mate y la luz fantasma fue lanzado como extra en el DVD de Cars el 7 de noviembre de 2006. Una serie de cortometrajes llamados Cars Toons fueron producidos y transmitidos en Disney Channel para mantener el interés. La marca había vendido casi $ 10 mil millones en mercadería cuando se lanzó Cars 2 en 2011.
En 2007, se inauguró el paseo  Cars Four Wheels Rally en Disneyland París.
En el verano de 2012, el área temática de 12 acres Cars Land se abrió en Disney California Adventure en Anaheim como el componente principal de la renovación del parque de $1 mil millones. El 8 de octubre de 2015, Disney y Pixar anunciaron que Cars 3 se lanzaría el 16 de junio de 2017.

## Películas

### Cars(2006)
Cars es la séptima película de Pixar. La historia trata sobre el coche de carreras novato, Rayo McQueen (Owen Wilson), que se pierde en el camino a California para una carrera de desempate en la Copa Pistón, una carrera famosa en todo el mundo, y termina en un pequeño pueblo llamado Radiador Springs en Ruta 66, que desde entonces se había olvidado porque se construyó la Interestatal. Accidentalmente destruye el camino y es sentenciado a arreglarlo. Durante su tiempo, va de tractor con su nuevo mejor amigo Mate (Larry the Cable Guy) y conduce con su interés amoroso Sally (Bonnie Hunt).
Después de que McQueen arregla el camino, Doc Hudson (Paul Newman) ya no lo quiere en la ciudad, por lo que llama al equipo de noticias para llevar a McQueen a Los Ángeles, pero Doc no tarda mucho en hacerlo. se da cuenta de cuánto ha ayudado a Radiator Springs, por lo que vuelve a ser el Hudson Hornet y se convierte en el jefe de equipo de McQueen, mientras que la mayoría de la gente de Radiator Springs se convierte en su equipo de boxes. McQueen está a punto de ganar la carrera, pero ayuda a The King (Richard Petty) a cruzar la línea de meta después de que Chick Hicks (Michael Keaton) lo chocara y lo estrellara. Hicks gana la Copa Pistón después de estar en tercer lugar en la última vuelta, pero luego es abucheado por todos como un merecido, mientras que McQueen recibe elogios por su buen comportamiento.
A pesar de su pérdida, McQueen se ofrece para ser la nueva cara de Dinoco, pero él se niega y decide quedarse con Rusteze. Sin embargo, hace los arreglos para que Mate viaje en el helicóptero Dinoco tal como lo prometió McQueen. La película termina con McQueen estableciendo su cuartel general de carreras en Radiator Springs, volviendo a colocarla en el mapa.

### Cars 2(2011)
Cars 2 es la duodécima película de Pixar. La historia trata sobre Rayo McQueen compitiendo en el primer Gran Prix Mundial, una carrera de tres partes ambientada en Japón, Italia e Inglaterra que determinará el auto de carreras más rápido del mundo. Su rival en la carrera es el auto italiano de Fórmula 1, Francesco Bernoulli (John Turturro). En el camino, Mate es confundido con un espía por el coche espía británico, Finn McMissile (Michael Caine) y se enamora del asistente de McMissile, Holley Shiftwell (Emily Mortimer).
Los tres descubren un complot para sabotear la carrera liderada por el profesor Zündapp (Thomas Kretschmann) y un grupo de coches de limón, incluidos Grem (Joe Mantegna) y Acer (Peter Jacobson) . Cuando la carrera llega a su fin en Inglaterra, Mate se da cuenta de que Miles Axlerod (Eddie Izzard) es el autor intelectual detrás de la trama para sabotear la carrera, ya que comenzó en primer lugar y tenía la intención de que los autos en todas partes corrieran sobre el petróleo como venganza por la reputación de los limones de ser "los autos más grandes perdedores de la historia", lo que implica que Axlerod también es un limón.
Con el complot frustrado y los villanos derrotados, Mate es nombrado caballero por la Reina del Reino Unido (Vanessa Redgrave) y se celebra una nueva carrera en Radiator Springs llamada Radiator Springs World Cup. Se le ofrece a Mate unirse a McMissile y Shiftwell en otra misión, pero elige quedarse en Radiator Springs. Sin embargo, se queda con los motores de cohetes que adquirió cuando los dos agentes despegan en Siddeley (Jason Isaacs), el avión espía británico.

### Cars 3(2017)
Cars 3 es la decimoctava película de Pixar. La historia se centra en Rayo McQueen, que trata con una nueva generación de autos de carreras que se apoderan del mundo de las carreras. Jackson Storm (Armie Hammer) es un arrogante corredor de alta tecnología que lidera la próxima generación. Cuando todos comienzan a preguntarle si podría retirarse, McQueen lucha por mantenerse al día con estos corredores y durante la última carrera de la temporada, sufre un horrible accidente.
Cuatro meses después, un McQueen en recuperación llora al fallecido Doc Hudson y viaja al nuevo Rusteze Racing Center, ahora bajo la dirección de Sterling (Nathan Fillion). Asigna a Cruz Ramírez (Cristela Alonzo) para entrenarlo en el simulador, que McQueen destruye accidentalmente después de perder el control. Los métodos de entrenamiento poco convencionales de Cruz y la falta de experiencia en carreras enfurecen a McQueen, mientras corren en las playas y en un derbi de demolición. Cruz revela que ella siempre quiso ser una corredora, pero nunca encontró la confianza para hacerlo. En Thomasville, se encuentran con el antiguo jefe de equipo de Doc, Smokey (Chris Cooper), quien entrena a McQueen y le explica que Doc encontró la felicidad en ser su mentor. Los métodos de entrenamiento de Smokey también inspiran a Cruz.
En Florida 500, McQueen comienza a competir, pero recuerda los sueños de carrera de Cruz y la hace tomar su lugar en la carrera. Usando lo que aprendió en el camino, Cruz encontró la confianza para alcanzar a Storm. Ella gana la carrera junto con McQueen y comienza a correr para Dinoco, cuyo propietario Tex, compra Rusteze. Bajo la marca Dinoco-Rusteze, Cruz se convierte en corredor, luciendo el #51 y McQueen decide continuar compitiendo, con un nuevo trabajo de pintura en memoria de The Fabulous Hudson Hornet, pero entrena a Cruz primero.

### Futuras películas
Con respecto a un posible Cars 4, los productores de Cars 3 Kevin Reher y Andrea Warren dijeron a Cinema Blend que "si hay una buena historia que contar quiero decir que nuestras cabezas se rompen un poco después de haber hecho esto. Como «Dios mío, ¿de qué podrías hacer las aventuras posteriores?» Pero como cualquier secuela, desde Toy Story 4 a Los Increíbles 2, siempre que haya una buena historia que contar, vale la pena invertir; amamos a estos personajes, los amamos tanto como el público". Con respecto a qué personaje sería el protagonista principal de la película, Reher y Warren declararon que "si Cruz es un personaje revelador, como Mate", "[ella] estaría involucrada en una 4ta". Owen Wilson declaró en un evento de prensa de Cars 3 que se han discutido posibles historias para Cars 4, aunque personalmente le gustaría que una cuarta película de Cars profundizara en aspectos del género de suspenso, similar a Cars 2. En una entrevista con Screen Rant, Lea Delaria expresó interés en repetir su papel como Miss Fritter mientras promocionaba el lanzamiento del cortometraje Miss Fritter's Racing Skoool con el lanzamiento de DVD y Blu-ray Cars 3.
en noviembre de 2024 durante la D23 de ese año en Brasil una encuesta reveló que "Cars 4" estaría siendo desarrollada, se rumorea que la película sería estrenada en junio de 2026, que sería cuándo la primera película cumpliría 20 años.

## Series

### Cars Toons: Mater's Tall Tales(2008-2012)
Mater's Tall Tales es una serie de cortometrajes animados o Cars Toons con los personajes Mate y Rayo McQueen de la franquicia Cars. Los primeros tres cortos se estrenaron en 2008 en Toon Disney, Disney Channel y ABC Family. No son exclusivos de la televisión, los episodios también se han lanzado en DVD y Blu-ray o como un corto teatral. Se han lanzado un total de 11 episodios, siendo "Time Travel Mater" (2012) el más reciente.
Todos los cortos de la serie siguen la misma fórmula de cuento: Mate cuenta una historia de algo que ha hecho en el pasado. Cuando McQueen le pregunta a Mate si los eventos en la historia realmente ocurrieron (o en algunos episodios le pregunta qué hizo después), Mate siempre afirmó que McQueen también estuvo involucrado y continúa la historia, incluida la repentina participación de McQueen. Los cortos terminan con Mate dejando la escena, seguido a menudo por personajes o referencias a la historia que se estaba contando, lo que sugiere que la historia podría ser real.

### Cars Toons: Tales from Radiator Springs(2013-2014)
"Tales from Radiator Springs" es una serie de cortometrajes de animación o "Cars Toons". Los primeros tres episodios de dos minutos, "Hiccups", "Bugged" y "Spinning", se estrenaron el 22 de marzo de 2013 en Disney Channel y han estado disponibles en línea desde el 24 de marzo de 2013. Un cuarto corto de la serie, titulado "The Radiator Springs 500 ½", fue lanzado en la primavera de 2014 en el servicio de películas digitales Disney Movies Anywhere. Se estrenó el 1 de agosto de 2014 en Disney Channel. El corto tiene un tiempo de ejecución de 6 minutos en lugar del tiempo de ejecución habitual de dos minutos.

### Cars on the Road(2022)
El 10 de diciembre de 2020, Pixar anunció que se estaba desarrollando una serie animada protagonizada por Rayo McQueen y Mate, con ambos viajando por el país mientras se encuentran con viejos y nuevos amigos. Se lanzará en Disney+ en el otoño de 2022. En junio de 2021, se informó que los personajes de Aviones también aparecerán en la serie.

## Cortos

### Mate y la luz fantasma(2006)
"Mate y la luz fantasma" es un cortometraje animado por computadora de Pixar de 2006 creado para el DVD de "Cars", que se lanzó el 25 de octubre de 2006 , en Australia y los Estados Unidos el 7 de noviembre de 2006. El corto, ambientado en el mundo de los "Autos", cuenta la historia de Mater siendo perseguido por una misteriosa luz azul.

### Miss Fritter’s Racing Skoool(2017)
Miss Fritter’s Racing Skoool es un cortometraje animado por computadora de Pixar de 2017 creado para Blu-ray, Blu-ray Ultra HD y DVD de Cars 3, que se lanzó en los Estados Unidos el 7 de noviembre de 2017. El corto, ambientado en el mundo de los "autos", sigue los "testimonios ciegos de los Crazy 8, promocionando el impacto transformador que la escuela de carreras de Miss Fritter ha tenido en la remodelación de la dirección de sus vidas".

## Spin-offs
En 2013 DisneyToon Studios, la compañía hermana de Pixar, lanzó una película spin-off ambientada en el mundo de Cars titulada Aviones con aviones como el personajes principales. La película fue seguida por una secuela titulada "Aviones: Fuego y Rescate" en 2014. Además de una película derivada en la serie "Aviones" sobre el futuro de la aviación en el espacio ultraterrestre, el estudio también estaba planeando varias películas derivadas más con botes, trenes y otros vehículos, pero esos planes nunca se materializaron debido al cierre de DisneyToon Studios el 28 de junio de 2018.

### Aviones(2013)
Aviones es una película spin-off animada por computadora de Cars producida por DisneyToon Studios. Es la primera película de una trilogía planificada, donde los principales caracteres son aviones. La película fue estrenada en los cines por Walt Disney Pictures el 9 de agosto de 2013. La película fue dirigida por Klay Hall y producida ejecutivamente por John Lasseter. En la película, Dusty Crophopper, un avión de fumigación de un pueblo pequeño, sigue sus sueños compitiendo en una carrera aérea mundial a pesar de su miedo a las alturas.

### Aviones 2(2014)
La secuela de Aviones, cuyo título varía a nivel internacional, se estrenó el 18 de julio de 2014. Esta película también es producida por DisneyToon Studios. Bobs Gannaway, co-desarrollador de Jake and the Never Land Pirates y La casa de Mickey Mouse, y codirector de Mickey Mouse Works y Secret of the Wings, dirigió la película. Lasseter nuevamente sirvió como productor ejecutivo. En la película, Dusty es ahora un piloto de aviación mundialmente famoso, pero luego de un problema en su motor que es muy difícil de reparar se entera de que nunca podrá volver a competir. Después de iniciar un incendio accidentalmente, Dusty decide convertirse en bombero y entrena en Piston Peak Air Attack.

### Película cancelada deAviones
En julio de 2017 en la D23 Expo, John Lasseter anunció que una película derivada de la serie Aviones exploraría el futuro de la aviación en espacio exterior. La película tuvo una fecha de lanzamiento del 12 de abril de 2019. El 1 de marzo de 2018, se eliminó repentinamente del calendario de lanzamientos. El 28 de junio de 2018, DisneyToon Studios se cerró, terminando el desarrollo de la película.

### Vitaminamulch: Air Spectacular(2014)
Un cortometraje de "Aviones" titulado Vitaminamulch: Air Spectacular fue lanzado en el DVD y Blu-ray de Aviones: Equipo de Rescate. Fue dirigida por Dan Abraham y producida por John Lasseter. En el cortometraje, Dusty Crophopper y Chug necesitan reemplazar a dos temerarios en una exhibición aérea que Leadbottom está organizando. Al principio sin éxito, Dusty y Chug comienzan accidentalmente una serie de eventos que capturan la atención de la audiencia y finalmente completan el truco.

## Recepción

### Rendimiento de taquilla
Con una recaudación de más de $1,7 mil millones, Cars, incluyendo sus películas derivadas de Aviones, es la undécima franquicia animada con mayor recaudación.
En su primer fin de semana, la película original de Cars recaudó $60,119,509 en 3,985 cines en Estados Unidos, ocupando el número uno en la taquilla. En Estados Unidos, la película se mantuvo en el puesto número uno durante dos semanas antes de ser superada por Click, y luego por Superman Returns. Recaudó $461,996,328 en todo el mundo (ocupando el sexto puesto entre las películas de 2006) y $244,082,982 dólares en Estados Unidos (la tercera película más taquillera de 2006 en el país). detrás de Pirates of the Caribbean: Dead Man's Chest y Night at the Museum). Fue la película animada más taquillera de 2006 en Estados Unidos, pero perdió ante Ice Age: The Meltdown en los totales mundiales.
Cars 2 ha recaudado $191,452,396 en los Estados Unidos y Canadá, y $368,400,000 en otros territorios, para un total mundial de $559,853,036  A nivel mundial en su primer fin de semana, recaudó $109,0 millones, marcando el mayor fin de semana de apertura para un título animado de 2011.
| Película | Fecha de estreno     | Taquilla bruta | Taquilla bruta   | Taquilla bruta | Ranking de taquilla         | Ranking de taquilla    | Presupuesto   | Ref.   |
| Película | Fecha de estreno     | Norteamérica   | Otro territorios | Mundial        | Todo el tiempo Norteamérica | Todo el tiempo mundial | Presupuesto   | Ref.   |
| --- | -------------------- | -------------- | ---------------- | -------------- | --------------------------- | ---------------------- | ------------- | ------ |
| Cars | 9 de junio de 2006   | $244,082,982   | $217,908,885     | $461,996,328   | #115                        | #2157                  | $120 millones | [ 29 ] |
| Cars 2 | 24 de junio de 2011  | $191,452,396   | $368,400,000     | $559,853,036   | #197                        | #70                    | $200 millones | [ 30 ] |
| Cars 3 | 16 de junio de 2017  | $152,901,115   | $231,029,541     | $383,930,656   | #319                        | #30                    | $175 millones | [ 32 ] |
| Películas de Cars                                                                                            | Películas de Cars    | $588,436,493   | $817,338,426     | $1,405,780,020 |                             |                        | $495 millones |        |
| Aviones | 9 de agosto de 2013  | $90,288,712    | $149,883,071     | $240,171,783   | #37                         | #135                   | $50 millones  | [ 33 ] |
| Aviones 2: Equipo de Rescate                                                                                 | 18 de julio de 2014  | $59,165,787    | $87,800,000      | $146,965,787   | #32                         | #124                   | $50 millones  | [ 34 ] |
| Películas de Aviones                                                                                         | Películas de Aviones | $149,545,499   | $237,683,071     | $387,137,570   |                             |                        | $100 millones |        |
| Total | Total                | $737,981,992   | $1,055,021,497   | $1,792,917,590 | $595 millones               |                        |               |        |
| Indicador de lista(s) - Una celda gris oscuro indica que la información no está disponible para la película. |                      |                |                  |                |                             |                        |               |        |

### Respuesta crítica y publica

#### Cars
| Película | Rotten Tomatoes   | Metacritic      | CinemaScore |
| -------- | ----------------- | --------------- | ----------- |
| Cars     | 74% (198 reseñas) | 73 (39 reseñas) | A           |
| Cars 2   | 40% (215 reseñas) | 57 (38 reseñas) | A-          |
| Cars 3   | 69% (232 reseñas) | 59 (41 reseñas) | A           |

#### Aviones
| Película                     | Rotten Tomatoes   | Metacritic      | CinemaScore |
| ---------------------------- | ----------------- | --------------- | ----------- |
| Aviones                      | 26% (121 reseñas) | 39 (32 reseñas) | A-          |
| Aviones 2: Equipo de rescate | 44% (93 reseñas)  | 48 (29 reseñas) | A           |

### Premios y nominaciones
"Cars" tuvo una carrera muy exitosa durante la temporada de premios 2006. Muchas asociaciones de críticos de cine como la Asociación de la Elección de la Crítica Cinematográfica y la National Board of Review lo nombraron la mejor película animada de 2006. Cars también recibió el título de Mejor película animada revisada de 2006 de Rotten Tomatoes. Randy Newman y James Taylor recibieron un Premio Grammy por la canción "Our Town", que luego fue nominada para el Premio de la Academia a la Mejor Canción Original (un premio que perdió con "I Need to Wake Up" de An Inconvenient Truth). La película también obtuvo una nominación al Oscar por Mejor Película Animada, pero perdió ante Happy Feet. "Cars" también fue seleccionada como la película familiar favorita en 33rd People's Choice Awards. Quizás el premio más prestigioso que recibió Cars fue la inauguración Premio Globo de Oro a la Mejor Película de Animación. Cars también ganó el premio más alto para la animación en 2006, la Mejor Película Animada Annie Award. La película también fue nominada para AFI's 10 Top 10 en el género "Animación".

## Videojuegos
- Cars (videojuego)
- Cars: In the Fast Lane
- Cars: La Copa Internacional de Mate
- Cars: Race-O-Rama
- Cars 2 (videojuego)
- Cars 3: Driven to Win

## Atracciones
- Cars Land
- Cars Quatre Roues Rallye
- Radiator Springs Racers
- Luigi's Rollickin' Roadsters
- Luigi's Flying Tires